# Lissa (Wiedemar)

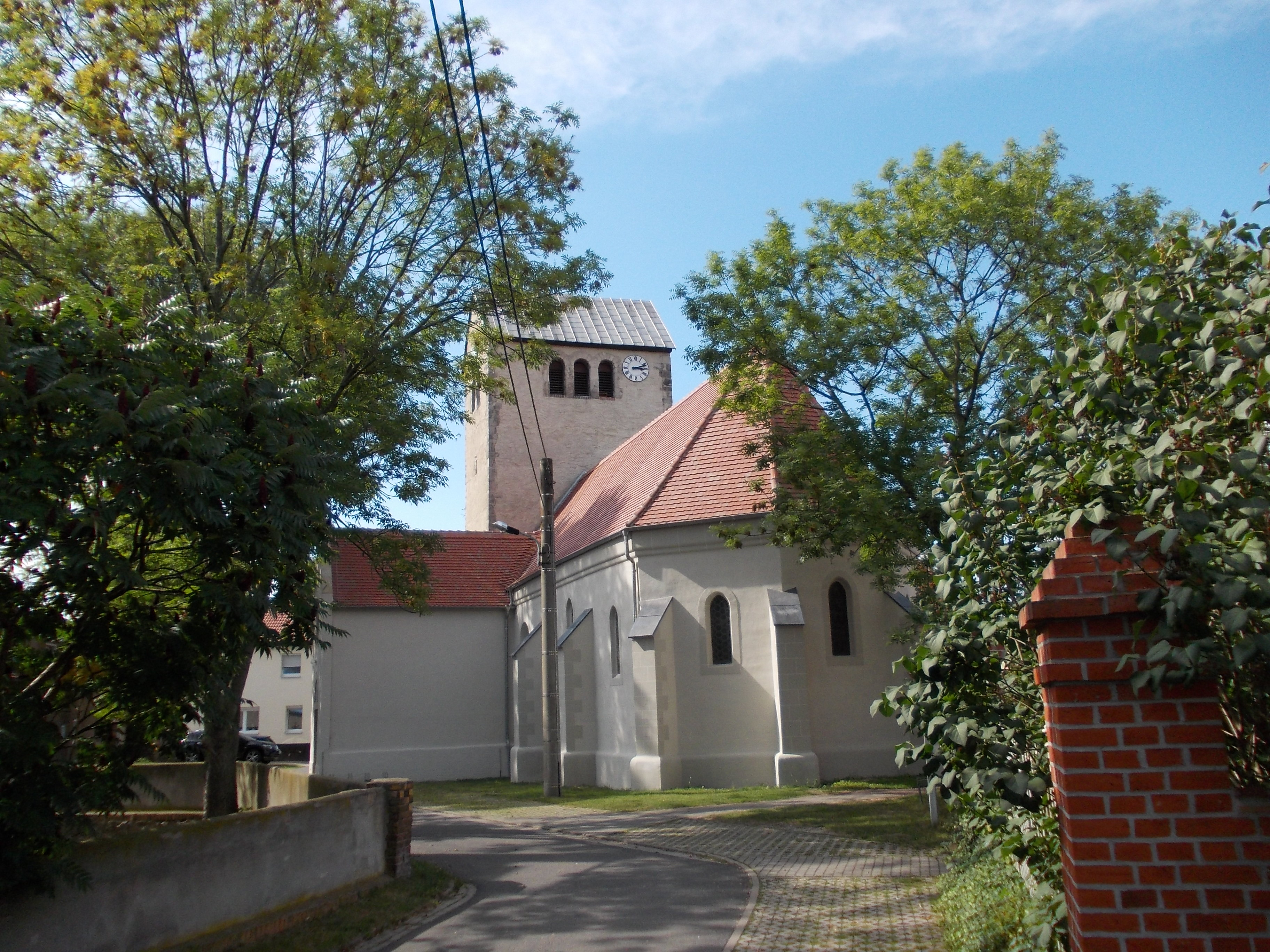
Kirche in Lissa

Lissa ist ein Ortsteil der Gemeinde Wiedemar im Landkreis Nordsachsen im Freistaat Sachsen (Deutschland). Die Gemeinde entstand am 1. Juli 1950 durch den Zusammenschluss der bisherigen Gemeinden Groß Lissa und Klein Lissa. Von 1994 bis 2013 gehörte Lissa zur Gemeinde Neukyhna. Zum 1. Januar 2013 ging sie in der erweiterten Gemeinde Wiedemar auf.

## Geographische Lage
Lissa liegt im Nordwesten Sachsens in einer weiten Ebene der Leipziger Tieflandsbucht unweit der Grenze zu Sachsen-Anhalt. 

## Geschichte
Der Ortsteil Lissa wurde erstmals 1158 urkundlich erwähnt als Lisszow. Erste Erwähnung als Herrensitz fand 1161 unter Tomme von Lissau statt, 1222 gehörte der Ort Egelolfus de Liszowe. 1350 lag die Siedlung in der Markgrafschaft Meißen im "districtus Deltsch". 1445 wird die kurfürstlich sächsische Pflege Delitzsch genannt und später das sächsische Amt Delitzsch. Unter Nickel von Czemen (Zehmen) erfolgte 1445 die Erwähnung als Rittersitz, da er als Erbarmann Ritterpferde stellen musste. Thyme v. Czemen verkauft den Ort 1478. Weitere Besitzer sind 1486 die Herren von Plaussig, 1513 die Herren von Maschwitz, 1634 die Familie von Schieke. Es folgten weitere Besitzwechsel. 1782 wird Christoph Troitzsch mit Lissa belehnt und 1788 zum Allodialgut umgewandelt. Schließlich 1816 zum Rittergut aufgewertet. Durch die Beschlüsse des Wiener Kongresses kam Lissa 1815 mit den umliegenden Orten zu Preußen und wurde 1816 dem Kreis Delitzsch im Regierungsbezirk Merseburg der Provinz Sachsen zugeteilt, zu dem es bis 1952 gehörte. Die letzten Besitzer des Rittergutes waren ab 1854 Adolph Heinrich August Barthels, ab 1878 die Familie Lüdicke und zuletzt Richard Dietrich. Im Zuge der Kreisreform in der DDR von 1952 wurde Lissa dem neu zugeschnittenen Kreis Delitzsch im Bezirk Leipzig zugeteilt, welcher 1994 im Landkreis Delitzsch aufging. 
Im Jahr 2008 feierte Lissa sein 850-jähriges Bestehen. Der Ort war lange Zeit vom Braunkohletagebau geprägt. Mit der Rekultivierung liegt man in unmittelbare Nähe zu einem Erholungsgebiet. Bekannt wurde der Ortsteil auch durch den Frauenfußball des SV Lissa.

## Verkehr
Die Bundesautobahn 9 liegt westlich vom Ort (Anschluss (14) Wiedemar/Delitzsch). In der Nähe befindet sich auch die Bundesautobahn 14 und der Flughafen Leipzig-Halle.